# Sony Xperia 1 II
Sony Xperia 1 II còn được gọi Sony Xperia 1 mark II là một điện thoại thông minh thuộc dòng Xperia được sản xuất, tiếp thị và phân phối bởi Sony Mobile Communications, được giới thiệu cùng Sony Xperia 10 II ngày 24 tháng 2 năm 2020, tiếp nối Sony Xperia 1 được giới thiệu năm 2019. Sony Xperia 1 II được trang bị công nghệ sạc không dây, kết nối 5G, 3 camera sau sử dụng ổng kính Carl Zeiss AG lớp phủ chống phản chiếu T✻ (T-Star) cũng như công nghệ mang đến dòng máy ảnh Alpha của Sony.
Xperia 1 II sẽ xuất xưởng với sự hỗ trợ cho 5G NR ở châu Âu và châu Á (biến nó thành thiết bị Xperia đầu tiên của Sony hỗ trợ mạng này), trong khi Hoa Kỳ sẽ xuất xưởng với biến thể 4G. Mặc dù các mạng 5G được hỗ trợ, nhưng nó chỉ hỗ trợ "sub-6" 5G, có nghĩa là nó không tương thích với các mạng sóng milimet (mmWave).